# Arapongas EC
Der Arapongas Esporte Clube ist ein Fußballverein aus Arapongas im brasilianischen Bundesstaat Paraná.

## Geschichte
Der Klub wurde am 6. Juni 1974 gegründet. Gemäß Aufzeichnungen bestand bereits 1959 in der Stadt ein Klub Namens Arapongas Futebol Clube. Dieser bestand mindestens bis 1966. Inwiefern der 1974 gegründete Klub auf diesen aufsetzte ist nicht belegt. 2007 gab der Geschäftsmann Adir Leme diesen eine neue Struktur. Es wurden eine professionelle Geschäftsführung eingesetzt, die Einnahmen durch die Vermarktung von Athleten, die Linie exklusiver und offizieller Produkte, das Markenmanagement und das Image der Mannschaft generiert, mit einer Struktur, die sich aus dem Fußball- und Verwaltungsmanagement, dem Marketingmanagement, dem Handels- und Finanzausschuss, dem Sekretariat und der Logistik zusammensetzt.
1976 debütierte Arapongas im Profifußball. Der Klub begann den Spielbetrieb in der Segunda Divisão der Staatsmeisterschaft von Paraná, deren zweiten Liga. Am 21. Januar trat die Mannschaft gegen den EC 9 de Julho, heute CA Cornélio Procópio aus Cornélio Procópio an (0:0–Unentschieden). Am Ende der Meisterschaft belegte man den neunten Platz im Gesamtklassement bei 17 Teilnehmern. Mit Unterbrechungen trat Arapongas bis einschließlich 1989 in der Spielklasse an. In dem Jahr erreichte der Klub die Finalspiele. In diesen hieß der Gegner Maringá AC. Zwar unterlag man mit 1:2 und 0:1, konnte aber als Finalist den Aufstieg in die oberste Spielklasse der Staatsmeisterschaft feiern. Seinen Einstand in der Primeira Divisão gab Arapongas am 4. Februar 1990. Der Klub trat beim Operário Ferroviário EC an. Allerdings unterlag man mit 0:2. Das zweite Spiel in der Meisterschaft brachte den ersten Erfolg. Der SC Campo Mourão war zu Gast und ging mit einer 0:1–Niederlage nach Hause. Im Gesamtklassement erreichte Arapongas den 17. Platz. Die Folgesaison 1991 verlief schlechter. Der Klub belegte als 14. den letzten Platz und musste absteigen. Seitdem spielt Arapongas mit Unterbrechungen in einer der Ligen der Staatsmeisterschaft.
Über gute Platzierungen in dieser qualifizierte sich Arapongas zur Teilnahme an nationalen Wettbewerben. So 2012 an der Série D, der vierten nationalen Liga. Hier belegte der Klub den 23. Platz bei 40 Teilnehmern.
Als Drittplatzierter der Staatsmeisterschaft 2012 nahm man im Folgejahr am nationalen Pokalwettbewerb, dem Copa do Brasil, teil. Im Copa do Brasil 2013 trat man in der ersten Runde gegen den AD São Caetano an. Nach 1:0 im Hin– und 0:1 im Rückspiel, fiel die Entscheidung über den Einzug in die zweite Runde im Elfmeterschießen. Dieses konnte Arapongas mit 3:1 für sich entscheiden. Der nächste Gegner war der Figueirense FC, welchem der Klub mit 0:0 und 1:3 unterlag. Man unterlag mit 0:2 und schied aus dem Turnier aus. Weitere Auftritte auf nationaler Bühne erfolgten bislang nicht.

## Teilnahme an Fußballwettbewerben
| Wettbewerb                           | Teilnahmen                                                                                |
| ------------------------------------ | ----------------------------------------------------------------------------------------- |
| Copa do Brasil                       | 01× – 2013                                                                                |
| Série D                              | 01× – 2012                                                                                |
| Staatsmeisterschaft                  | 09× – 1990–1991, 2011–2014                                                                |
| Staatsmeisterschaft Segunda Divisão  | 17× – 1976–1978, 1981–1982, 1984, 1986, 1989, 1995, 1998–2000, 2002, 2005–2006, 2009–2010 |
| Staatsmeisterschaft Terceira Divisão | 04× – 2016–2019, 2023–                                                                    |
| Staatspokal                          | 02× – 1998, 1999                                                                          |

## Erfolge
- Staatsmeisterschaft von Paraná – Segunda Divisão: 1989, 2010
- Staatsmeisterschaft von Paraná – Terceira Divisão: 2001, 2019